# Shamorie Ponds
Shamorie Saequan Ponds (ur. 29 czerwca 1998 w Nowym Jorku) – amerykański koszykarz, występujący na pozycji rozgrywającego, obecnie zawodnik Acea Virtusu Rzym.
19 października 2019 został zwolniony przez Houston Rockets. 23 października podpisał umowę z Toronto Raptors na występy zarówno w NBA, jak i zespole G-League – Raptors 905.
15 stycznia 2020 został zwolniony przez Toronto Raptors. 12 lutego dołączył do włoskiego Acea Virtusu Rzym.

## Osiągnięcia
Stan na 12 lutego 2020, na podstawie, o ile nie zaznaczono inaczej.
NCAA
- Uczestnik rozgrywek turnieju NCAA (2019)
- Laureat Haggerty Award (2018)[7]
- Zaliczony do:
  - składu honorable mention All-American (2018, 2019 przez Associated Press)
  - I składu:
    - Big East (2018, 2019)
    - najlepszych pierwszorocznych zawodników Big East (2017)
- Lider:
  - strzelców Big East (21,6 – 2018)
  - Big East w przechwytach (2,1 – 2017, 2,6 – 2019)